# Hoofdklasse (Schach) 1966/67
In der Hoofdklasse 1966/67 wurde die 44. niederländische Mannschaftsmeisterschaft im Schach ausgespielt.
Der Titelverteidiger Rotterdam, Philidor Leeuwarden und Philidor Leiden lieferten sich einen Dreikampf um den Titel. Dank knapper Siege gegen beide Konkurrenten setzte sich Leeuwarden mit einem Mannschaftspunkt Vorsprung durch.
In die Klasse 1 stiegen die Arnhemse Schaakvereniging und Unitas Groningen ab.

## Abschlusstabelle
| Pl. | Verein                                   | Sp | G | U | V | MP   | Brett-P.  |
| --- | ---------------------------------------- | -- | - | - | - | ---- | --------- |
| 01. | Philidor Leeuwarden                      | 7  | 4 | 3 | 0 | 11:3 | 40,0:30,0 |
| 02. | Philidor Leiden                          | 7  | 5 | 0 | 2 | 10:4 | 40,0:30,0 |
| 03. | Rotterdam (M)                            | 7  | 5 | 0 | 2 | 10:4 | 40,0:30,0 |
| 04. | Vereenigd Amsterdamsch Schaakgenootschap | 7  | 3 | 2 | 2 | 8:6  | 37,0:33,0 |
| 05. | Amsterdamsche Schaakclub                 | 7  | 2 | 2 | 3 | 6:8  | 33,0:37,0 |
| 06. | Utrecht                                  | 7  | 2 | 1 | 4 | 5:9  | 34,5:35,5 |
| 07. | Arnhemse Schaakvereniging                | 7  | 2 | 1 | 4 | 5:9  | 32,5:37,5 |
| 08. | Unitas Groningen                         | 7  | 0 | 1 | 6 | 1:13 | 23,0:47,0 |

### Entscheidungen
|     | Niederländischer Mannschaftsmeister: Philidor Leeuwarden               |
|     | Absteiger in die Klasse 1: Arnhemse Schaakvereniging, Unitas Groningen |
| (M) | Meister der letzten Saison                                             |

### Kreuztabelle
| Ergebnisse | Ergebnisse                               | 01. | 02. | 03. | 04. | 05. | 06. | 07. | 08. |
| ---------- | ---------------------------------------- | --- | --- | --- | --- | --- | --- | --- | --- |
| 01.        | Philidor Leeuwarden                      |     | 5½  | 5½  | 5   | 5   | 5   | 6   | 8   |
| 02.        | Philidor Leiden                          | 4½  |     | 5½  | 3   | 7   | 5½  | 7½  | 7   |
| 03.        | Rotterdam                                | 4½  | 4½  |     | 5½  | 6½  | 6½  | 5½  | 7   |
| 04.        | Vereenigd Amsterdamsch Schaakgenootschap | 5   | 7   | 4½  |     | 5   | 5½  | 4½  | 5½  |
| 05.        | Amsterdamsche Schaakclub                 | 5   | 3   | 3½  | 5   |     | 3   | 6½  | 7   |
| 06.        | Utrecht                                  | 5   | 4½  | 3½  | 4½  | 7   |     | 2½  | 7½  |
| 07.        | Arnhemse Schaakvereniging                | 4   | 2½  | 4½  | 5½  | 3½  | 7½  |     | 5   |
| 08.        | Unitas Groningen                         | 2   | 3   | 3   | 4½  | 3   | 2½  | 5   |     |

## Die Meistermannschaft
| 1.            | Philidor Leeuwarden |
| Schachfiguren | Haije Kramer, Eddie Scholl, Fedde van Wijngaarden, Paul Boersma, Wim Ooiman, Lucas te Velde, Arjen Tilstra, Jan Greben, J.K. Franx, Theo van den Tol, Wilhelm Aarts, Sjoerd Zondervan, Siep Postma. |